# Astèrix i els gots
Astèrix i els gots (títol original en francès: Astérix et les Goths) és el tercer àlbum, en ordre d'edició, de la sèrie d'Astèrix.
En aquesta obra Astèrix, Obèlix i Panoràmix abandonen per primera vegada el territori 'francés', viatjant fora de les fronteres de l'Imperi Romà i internant-se en el país dels gots, el que és ara Alemanya.
En aquest còmic l'esforç es dirigeix cap a la creació d'un perfil germànic a partir dels postulats creats en els darrers còmics. Tant els vestits, els noms propis, com la mateixa fesomia dels personatges resulten diferents. Aquí es comença a perfilar l'estil que aniran prenent les posteriors historietes. Partint dels estereotips actuals sobre les diferents nacions visitades per Astèrix s'aniran creant els personatges i els pobles visitats.

## Sinopsi
Panoràmix es prepara per marxar a la reunió dels druides al bosc dels carnuts; Astèrix i Obèlix fins al llindar del bosc, car els no-druides no estan autoritzats a assistir a la reunió. Mentrestant, dos legionaris romans són atacats per un escamot de gots enviats per Telefèric que es dirigeixen al bosc dels carnuts per capturar el druida guanyador de la trobada. Els tres gals es troben amb el druida Setantasix, un vell amic de Panoràmix, i són aturats per una patrulla romana. Setantasix prova que són druides en fer menjar herbes màgiques a un legionari; i el centurió s'excusa anunciant que hi ha una banda de gots rondant pel bosc dels Carnuts.
En arribar-hi, Astèrix i Obèlix es queden al llindar esperant a Panoràmix. Aquest guanya amb la poció màgica el premi al millor druida de l'any, però és raptat per Kilomètric i el seu escamot, que se l'emporten al país dels gots. En veure que triga a tornar, Astèrix i Obèlix entren al bosc, on amb Setantasix descobreixen gràcies a un casc quin ha estat el destí de Panoràmix; i Astèrix i Obèlix marxen cap al país dels Gots.
Panoràmix és portat davant del cap Telefèric, i és interrogat per l'intèrpret Clorhídric, que intenta enganyar a Telefèric davant les negatives de Panoràmix a col·laborar. Mentrestant, Astèrix i Obèlix, disfressats amb uniformes gots, entren a la caserna on es troba Panoràmic. Mentre que intenten fugar-se, agafen pres a Clorhídric per interrogar-lo, i els tres acaben detinguts i tancats a la presó amb Panoràmix. Allà Panoràmix prepara una darrera "sopa gàl·lica" (poció màgica), i quan han de ser executats, Clorhídric ataca a Telefèric i el derroca, ocupant ell mateix el seu lloc. Després, mentre que Telefèric està a la presó, Panoràmix també li dona poció màgica, fent que es baralli amb Clorhídric. A més, mentre que tornen a la Gàl·lia, Panoràmix va donant poció màgica a diversos homes, de manera que es creïn faccions i es barallin entre ells i no els quedin ganes d'organitzar invasions a casa dels veïns.

## Comentaris
- Aquesta història segueix de prop La falç d'or, un dels pocs àlbums d'Astèrix en què la història està molt connectada a una altra.
- Després de prendre la poció màgica, el got Elèctric diu que serà el General Electric (p. 43)
- El cabdill Copdegarròtix arriba caminant, i no pas sobre el seu escut amb els camàlics. (p. 47)
- El bard Asseguratorix toca indistintament la lira i el llaüt, i al banquet final està lligat i emmordassat a la porta de la seva cabana.
- La descoberta que Clorhídric pot parlar en gal quan baixa la guàrdia és una clara referència a la pel·lícula La gran evasió

Anacronismes
- Les patates són originàries d'Amèrica, i no van arribar a Europa fins al segle xvi. (p. 12)
- Els gots no s'establiren a Europa cap al segle i, i no va ser fins al 375 que se separaren en visigots i ostrogots.
- Els calçotets no apareixerien fins al segle xviii (p. 18)
- Les fites frontereres senyalant els límits d'un territori no apareixerien fins molt més tard. (p. 22)
- La serra no s'havia inventat al 50 aC (p. 36), així com tampoc l'olla de pressió (p.40), el carretó (p. 43) o les pancartes publicitàries electorals (p. 44)

Cultura germànica
- Els gots de l'àlbum representen els alemanys, encara que els gots no van ocupar el territori d'Alemanya, sinó que més aviat Escandinàvia i l'Europa Oriental (els Balcans, Polònia, Romania i Ucraïna).
- Abans de la formació de l'Imperi Alemany el 1871, Alemanya estava dividida en una gran quantitat de ducats i regnes menors, com apareix al final de l'àlbum (p. 45)
- Els gots porten uns cascs amb punxa que recorden els que portaven els exèrcits prussians i alemanys al segle xix i inicis del XX, fets famosos per Otto von Bismarck i Guillem II.
- Tots els noms dels gots acaben en "-ic", a semblança d'un dels seus caps il·lustres (p. ex.: Teodoric el Gran, Sigeric).
- Quan els gots parlen, apareix escrit en lletra gòtica.
- La bandera del cabdill Telefèric (vermella amb un cercle al mig i una àliga en negre al centre) recorda la bandera de l'Alemanya Nazi, mentre que l'àliga del centre recorda la que apareixia a la bandera de Prússia. (p.38)
- La separació dels gots entre visigots (gots de l'oest) i ostrogots (gots de l'est), si bé és històrica, també és una al·lusió a la divisió d'Alemanya en el moment de la publicació de l'àlbum, entre l'Alemanya Occidental (RFA) i l'Alemanya Oriental (RDA).
- L'àlbum va ser realitzat pocs anys després de la Segona Guerra Mundial, quan el sentiment anti-alemany encara era latent. En àlbums posteriors, els gots són representats de manera més agradable, per bé que encara des de la visió francesa dels alemanys.
- El militarisme dels gots és una referència a la Primera i a la Segona Guerra Mundial.
- Quan els gots declaren les seves mercaderies a la duana, el seu cap s'enfada amb el funcionari; i al seu discurs apareix una esvàstica (p. 23)
- El cabdill got Telefèric porta una barba blanca i un gran bigoti, recordant a Otto von Bismarck.